# Birdland
Birdland é uma série para adultos de revistas em quadrinhos do gênero erótico escrita e desenhada por Gilbert Hernandez e publicada pelo selo Eros Comix da Fantagraphics Books. A série possui 3 volumes publicados entre 1990 e 1992.